# Гарсия Мартинес, Энрике
Энри́ке Гарси́я Марти́нес (исп. Enrique García Martínez; 25 ноября 1989, Мотилья-дель-Паланкар, Куэнка) — испанский футболист, нападающий клуба «Алавес».

## Клубная карьера
Кике начинал свою карьеру в местном клубе «Кинтанар дель Рей», а возрасте 17 лет перебрался в футбольную школу «Реал Мурсия», дебютировав в сезоне 2007/08 за резервную команду в дивизионе Терсера.
23 мая 2009 года состоялся дебют нападающего в составе первой команды «Мурсии» в матче 42-го тура Сегунды против «Сельты» (2:2). Менее чем через месяц, 13 июня, Кике забил свой первый гол в домашнем матче против «Саламанки» (2:1). В ноябре 2009 года он подписал новый трёхлетний контракт и был окончательно переведён в основной состав команды. В сезоне 2009/10 форвард провёл 31 игру и отметился 3 забитыми мячами, что не помогло команде избежать вылета из Сегунды. В следующем сезоне он забил уже 12 мячей и помог клубу вновь добиться повышения в классе.
В сентябре 2011 года Кике получил травму голени и по прогнозам должен был восстановиться в течение месяца, но в итоге выбыл из строя до конца сезона. 31 октября 2012 года он подписал новый контракт с «Мурсией», сроком до 2016 года. В своём первом сезоне после травмы провёл Кике 36 матчей и забил 8 голов.
В сезоне 2013/14 нападающий стал вторым бомбардиром Сегунды, забив 23 мяча, а «Мурсия» остановилась в шаге от выхода в Примеру, уступив в полуфинале плей-офф «Кордобе».
11 июля 2014 года Кике за €3.5 млн перешёл в английский «Мидлсбро».
11 августа нападающий дебютировал в 1-м туре Чемпионшипа против «Бирмингем Сити» (2:0), сразу отметившись забитым мячом.
1 мая 2021 года Кике оформил свой первый хет-трик  в испанской Ла Лиге, в ворота «Алавеса» (3:0).

## Международная карьера
В июне 2009 года форвард вызывался в юношескую сборную Испании (до 20 лет) для участия в Средиземноморских играх-2009 и стал чемпионом в её составе.

## Статистика

#### Клубная
| Клуб                | Сезон               | Национальный чемпионат | Национальный чемпионат | Национальный чемпионат | Национальные кубки | Национальные кубки | Еврокубки | Еврокубки | Всего | Всего |
| Клуб                | Сезон               | Лига                   | Игры                   | Голы                   | Игры               | Голы               | Игры      | Голы      | Игры  | Голы  |
| ------------------- | ------------------- | ---------------------- | ---------------------- | ---------------------- | ------------------ | ------------------ | --------- | --------- | ----- | ----- |
| Реал Мурсия         | 2008/09             | Сегунда                | 4                      | 1                      | 0                  | 0                  | —         | —         | 4     | 1     |
| Реал Мурсия         | 2009/10             | Сегунда                | 30                     | 3                      | 2                  | 0                  | —         | —         | 32    | 3     |
| Реал Мурсия         | 2010/11             | Сегунда B              | 12                     | 3                      | 4                  | 1                  | —         | —         | 16    | 4     |
| Реал Мурсия         | 2011/12             | Сегунда                | 2                      | 1                      | 0                  | 0                  | —         | —         | 2     | 1     |
| Реал Мурсия         | 2012/13             | Сегунда                | 36                     | 8                      | 0                  | 0                  | —         | —         | 36    | 8     |
| Реал Мурсия         | 2013/14             | Сегунда                | 43                     | 23                     | 1                  | 0                  | —         | —         | 44    | 23    |
| Всего за «Мурсия»   | Всего за «Мурсия»   | Всего за «Мурсия»      | 127                    | 39                     | 7                  | 1                  | —         | —         | 134   | 40    |
| Мурсия В            | 2007/08             | Терсера                | 5                      | 0                      | 0                  | 0                  | —         | —         | 5     | 0     |
| Мурсия В            | 2008/09             | Сегунда B              | 29                     | 8                      | 0                  | 0                  | —         | —         | 29    | 8     |
| Всего за «Мурсия В» | Всего за «Мурсия В» | Всего за «Мурсия В»    | 34                     | 8                      | 0                  | 0                  | —         | —         | 34    | 8     |
| Мидлсбро            | 2014/15             | Чемпионшип             | 45                     | 10                     | 6                  | 2                  | —         | —         | 51    | 12    |
| Мидлсбро            | 2015/16             | Чемпионшип             | 19                     | 4                      | 5                  | 0                  | —         | —         | 24    | 4     |
| Всего за «Милдсбро» | Всего за «Милдсбро» | Всего за «Милдсбро»    | 64                     | 14                     | 11                 | 2                  | —         | —         | 75    | 16    |
| Эйбар               | 2016/17             | Ла Лига                | 24                     | 7                      | 3                  | 2                  | —         | —         | 27    | 9     |
| Эйбар               | 2017/18             | Ла Лига                | 35                     | 8                      | 2                  | 0                  | —         | —         | 37    | 8     |
| Эйбар               | 2018/19             | Ла Лига                | 30                     | 3                      | 1                  | 0                  | —         | —         | 31    | 3     |
| Эйбар               | 2019/20             | Ла Лига                | 27                     | 5                      | 0                  | 0                  | —         | —         | 27    | 5     |
| Эйбар               | 2020/21             | Ла Лига                | 37                     | 12                     | 1                  | 0                  | —         | —         | 38    | 12    |
| Всего за «Эйбар»    | Всего за «Эйбар»    | Всего за «Эйбар»       | 153                    | 35                     | 7                  | 2                  | —         | —         | 160   | 37    |
| Всего за карьеру    | Всего за карьеру    | Всего за карьеру       | 378                    | 96                     | 25                 | 5                  | 0         | 0         | 403   | 101   |

## Достижения
- Победитель Средиземноморских Игр: 2009
- Победитель Сегунды Б: 2010/11